# Aulo Aternio Varo Fontinal
Aulo Aternio Varo Fontinal  fue un político romano del siglo V a. C. perteneciente a la gens Aternia que ocupó magistraturas patricias y plebeyas.

## Carrera pública
Durante su consulado, en el año 454 a. C., promulgó con su colega consular, Espurio Tarpeyo Montano Capitolino, la lex Aternia Tarpeia por la que se regulaba el pago de multas.
En 448 a. C., fue cooptado tribuno de la plebe a pesar de ser patricio. Broughton opina que la información de Tito Livio es dudosa. Fue la única vez en la historia romana que los patricios fueron elegidos para ese cargo.